# Белтегарі
Белтегарі (рум. Băltăgari) — село у повіті Бузеу в Румунії. Входить до складу комуни Бісока.
Село розташоване на відстані 133 км на північ від Бухареста, 45 км на північ від Бузеу, 102 км на захід від Галаца, 87 км на схід від Брашова.

## Населення
За даними перепису населення 2002 року у селі проживала 221 особа, усі — румуни. Усі жителі села рідною мовою назвали румунську.